# حاصل الذكاء

والذكاء لا يمكن للسكان أن تكون كبيرة بما يكفي على غرار مع التوزيع العادي.

حاصل الذكاء، أو IQ، هي درجة مشتقة من واحدة من عدة اختبارات موحدة مختلفة مصممة لتقييم الذكاء. مصطلح "IQ"، من الكلمة الألمانية Intelligenz-Quotient، تم صياغته من قبل الطبيب النفسي الألماني ويليام ستيرن عام 1912 كطريقة مقترحة لتسجيل اختبارت الذكاء الحديثة المبكرة للأطفال مثل تلك التي تم تطويرها من قبل ألفريد بينت وتيودور سيمون في وقت مبكر من القرن العشرين. على الرغم من أن مصطلح "IQ" لا يزال شائع الاستعمال، فإن حساب اختبارات حاصل الذكاء مثل مقياس ذكاء ويشسلر للبالغين وهو مبني الآن علي أساس تصور قياس درجات الموضوع علي منحني جرس جاوس بقيمة مركز (متوسط حاصل الذكاء) من 100، وانحراف معياري من 15، بالرغم من أن الاختبارات المختلفة من الممكن أن يكون لديها انحرافات معيارية مختلفة.
و قد ثبت أن درجات حاصل الذكاء مرتبطة بمثل تلك العوامل كالنسبة المرضية ومعدل الوفيات،  الوضع الاجتماعي للوالدين  وبدرجة كبيرة إلي معدل ذكاء الوالدين. في حين توريثه كان موضع تحقيق ما يقرب من قرن، ظل الجدل حول مدي توريثه، وآليات التوريث ما زالت موضوع جدال.
وتستخدم درجات معدل الذكاء في العديد من السياقات: كمتنبئ للإنجازالتعليميأو ذوي الاحتياجات الخاصة، من قبل علماء الاجتماع الذين يدرسون توزيع درجات معدل الذكاء في السكان، والعلاقات بين حاصل الذكاء وغيرها من المتغيرات، وكمتنبئين على أداء العمل والدخل.
قد ارتفع متوسط معدل الذكاء لكثير من السكان بمعدل متوسط قدره ثلاث نقاط لكل عقد منذ أوائل القرن العشرين مع معظم الزيادة في النصف السفلي من مدي معدل الذكاء: وهي ظاهرة تسمى تأثير فلين. فمن المثير للجدل عما إذا كانت هذه التغيرات في درجات تعكس تغييرات حقيقية في القدرات الذهنية، أو مجرد مشاكل المنهجية مع اختبارات الماضي أو الحاضر.

## التاريخ
أول كل الخيارات المتعددة، كان تقييم على نطاق واسع لألفا الجيش، وكان يستخدم لتقييم الذكاء في الحرب العالمية الأولى للمجندين العسكريين.
معدل الذكاء الحديث هو تحول رياضي للدرجة الخام في اختبار معدل الذكاء، استنادا إلى رتبة هذه الدرجات في عينة التطبيع. غالبا ما يشار إلي الدرجات الحديثة كـ «انحراف معدل الذكاء» بينما الطريقة القديمة للدرجات المختصة بالسن يشار إليها بـ «نسبة الذكاء».
أسفر المنهجين عن نتائج مماثلة بالقرب من منتصف منحنى الجرس، ولكن نسبة ذكاء الأقدم أعلى من ذلك بكثير لذوي الذكاء الفطري - على سبيل المثال، مارلين فوس سافانت، التي ظهرت في كتاب غينيس للارقام القياسية العالمية، وحصلت على نسبة ذكاء 228. في حين أن هذه النتيجة يمكن أن تكون ذات معني باستخدام صيغة بينيه للعمر العقلي على العمر الزمني (وحتى ذلك الحين، فقط للطفل)، ستكون على منحنى غاوسي استثنائية 7.9 الانحرافات القياسية فوق المتوسط، وبالتالي غير محتمل بدرجة كبيرة في مجموعة من السكان وحجم السكان بتوزيع طبيعي لمعدل الذكاء (انظر التوزيع الطبيعي). بالإضافة إلى ذلك، اختبارات معدل الذكاء مثل وشسلر لم يكن القصد منها تميز بشكل موثوق الكثير وراء معدل الذكاء 145، حيث أصبح تأثير الحد الأعلي مصدر للقلق.
منذ نشر مقياس الذكاء للبالغين لوشسلر، وتقريبا أغلب مقاييس الذكاء رات قد اعتمدت أسلوب التوزيع العادي للدرجات. يجعل استخدام أسلوب درجات التوزيع الطبيعي مصطلح "حاصل الذكاء" وصفا غير دقيق، من الناحية الرياضية، لقياس الذكاء، ولكن "I.Q." ما زالت تتمتع باستخدام العامية، وتستخدم لوصف كل من مقاييس الذكاء المستخدمة حاليا.

## القابلية للتوريث
دور التركيب الوراثي والبيئة (الطبيعة والتنشئة) في تحديد معدل الذكاء تم إعادة النظر به في كتاب بلومين et al. (2001، 2003). [إخفاق التحقق] حتى وقت قريب كان تدرس الوراثة غالبا علي الأطفال. تجد دراسات مختلفة توريث الذكاء ما بين 0.4 و 0.8 في الولايات المتحدة؛ 
و يعتمد ذلك علي الدراسة، أقل قليلا من النصف إلى حد كبير أكثر من نصف التفاوت في معدل الذكاء بين دراسة الأطفال كانت ترجع للتباين في التركيب الوراثي. ما تبقى كان لذلك نظرا لاختلاف البيئة وقياس الخطأ. مدى قابلية التوريث من 0.4 إلى 0.8 يعني أن معدل الذكاء هو «إلي حد كبير» وراثياً.
تأثير مجموعة القيود على حاصل الذكاء تم اختباره بواسطة مات ماكجو وزملائه، الذين كتبوا "التقييد في المدى في مرص الوالد العقلي علم النفس المرضي والحالة الاجتماعية للأسرة لم يكن لها تأثير على العلاقات المتبادلة للأخ أو الأخت بالتبني... معدل الذكاء. من ناحية أخرى، دراسة أجريت عام 2003 من قبل اريك تيركهيمر وأندريينا هايلي وماري والدرون، بريان دونوفريو، إيرفينغ أي وغوتسمان أثبتوا أن نسب اختلافات الذكاء التي ترجع إلى الجينات والبيئة تختلف مع الحالة الاجتماعية الاقتصادية. وجدوا أن في الأسر الفقيرة، 60 ٪ من الاختلافات في معدل الذكاء "في عينة لتوأمين عمرهما 7 سنوات" تستأثر بها في بيئة مشتركة، ومساهمة الجينات كانت قريبة من الصفر.
فمن المعقول أن نتوقع أن تأثير الصفات الوراثية علي صفات مثل الذكاء ينبغي أن تصبح أقل أهمية لأت الفرد يكتسب خبرات مع التقدم في السن. المدهش أن العكس يحدث [وثِّق الاقتباس] مقاييس التوريث في الطفولة هي منخفضة بنسبة 20 ٪، حوالي 40 ٪ في مرحلة الطفولة المبكرة، وتصل إلى 80 ٪ في مرحلة البلوغ. [إخفاق التحقق] رابطة الطب النفسي الأمريكي في عام 1995 فرقة العمل المعنية «الذكاء: المعروف والعير معروف» خلصت إلى أن بين السكان البيض تكون وراثة معدل الذكاء هو «نحو.75». دراسة ولاية مينيسوتا من توائم تم تربيتهم بشكل منفصل، دراسة لعدة سنوات لـ 100 مجموعة من التواءم الذين تم تربيتهم بشكل منفصل، التي بدأت في عام 1979، خلصت إلى أن حوالي 70 ٪ من الفرق في معدل الذكاء وجد أنه يترافق مع الاختلاف الجيني. بعض من الترابط بين معدلات ذكاء التوائم قد يكون نتيجة لتأثير بيئة الأم قبل الولادة، مسلطا بعض الضوء على العلاقة بين لماذا الترابط بين معدل الذكاء والتوائم التي تم تربيتهم بشكل منفصل قوي جدا.
هناك عدد من النقاط للاعتبار عند تفسير التوارث:
- ووراثة عالية لا تعني أنه لا يوجد تأثير للبيئة على تطوير الصفة، أو أن التعلم غير متعلق. حجم المفردات، على سبيل المثال، هو وراثي إلي حد كبير جدا (ويرتبط بالذكاء العام) على الرغم من أن كل كلمة من الفرد تكون عن طريق التعليم. في مجتمع فيه الكثير من الكلمات المتوفرة في بيئة كل فرد، وخاصة بالنسبة للأفراد الذين لديهم الحافز لتبحث عنها، وعدد الكلمات التي يتعلمها الأفراد فعلا يعتمد إلى حد كبير على الاستعداد الجيني الوراثي.[3]
- وهناك خطأ شائع هو أن نفترض أنه بسبب أن شيئا موروثا فهو بالضرورة غير قابل للتغيير. كما ذكر سابقا، يمكن للصفات الموروثة أن تعتمد على التعلم، وأنها قد تكون عرضة للتأثيرات البيئية الأخرى كذلك. يمكن لقيمة الوراثة أن تتغير إذا تم توزيع البيئات (أو الجينات) في عدد السكان هو تغييرا كبيرا. على سبيل المثال، في بيئة فقيرة أو قمعية من الممكن ان تفشل في دعم تنمية الصفة، وبالتالي تحد من تباين الفردية. الاختلاف في تباين الوراثة وجد بين الدول المتقدمة والنامية. هذا يمكن أن يؤثر على تقديرات الوراثة.[3] مثال آخر هو بيلة الفينيل كيتون التي تسببت بتخلف عقلي لكل من يملك هذا الاضطراب الوراثي. اليوم، يمكن منع هذا عن طريق تعديل اتباع النظام الغذائي.
- من ناحية أخرى، يمكن أن يوجد تغييرات بيئية فعالة والتي لا تغير الوراثة علي الإطلاق. إذا كانت البيئة ذات صلة بسمة معينة تتحسن بطريقة تؤثر على جميع أفراد السكان على حد سواء، فإن القيمة المعنية للسمة سوف ترتفع بدون أي تغييرات في وراثتها. (لأن الاختلافات بين الأفراد في السكان سوف تظل كما هي). من الواضح أن ذلك قد حدث بالنسبة للطول: وراثة القوام عالية، ولكن متوسط الأطوال مستمر في الزيادة.[3]
- حتى في الدول المتقدمة، الوراثة العالية لسمة ضمن مجموعة معينة قد لا تترتب عليه آثار لازمة لمصدر اختلاف بين الجماعات.[3][12]

### البيئة
العوامل البيئية تلعب دورا في تحديد معدل الذكاء. التغذية السليمة في مرحلة الطفولة تظهر أهمية بالنسبة لتنمية مداركهم؛ سوء التغذية يمكن أن يخفض معدل الذكاء. [بحاجة لمصدر]
وجدت دراسة حديثة أن جين FADS2، جنبا إلى جنب مع الرضاعة الطبيعية، يضيف نحو سبع نقاط لمعدل الذكاء لأولئك الذين لديهم نسخة «سي» من هذا الجين. أولئك الذين لديهم نسخة «جي» من جين FADS2 لا يروا أي ميزة.
التدريب الموسيقى في مرحلة الطفولة يزيد من معدل الذكاء أيضا. وقد أظهرت الدراسات الحديثة أن التدريب على استخدام ذاكرة الفرد قد يزيد معدل الذكاء.

### البيئة الأسرية
في العالم المتقدم، نظهر السمات الشخصية في بعض الدراسات أنه، خلافا للتوقعات، للبيئة تأثيرات في الواقع يمكن أن تسبب أطفال غير مترابطين تربوا في أسرة واحدة («إخوة بالتبني») أن تكون مختلفة مثل الأطفال الذين نشأوا في عائلات مختلفة. [إخفاق التحقق]  هناك بعض التأثيرات العائلية على الذكاء لدى الأطفال، والمحاسبة لمدة تصل إلى ربع الفرق، ولكن قبل سن البلوغ، يصل هذا الارتباط للصفر. لمعدل الذكاء، أظهرت الدراسات المعتمدة أنه بعد مرحلة المراهقة، يكون الأشقاء بالتبني غير متشابهين بعد ذلك في معدل الذكاء عن الغرباء (يصل ترابط معدل الذكاء قرب الصفر)، في حين أن الأشقاء الفعليين يظهر ارتباط معدل الذكاء بنسبة 0.6. تعزز دراسات التوأم هذا النمط: الناتجين عن بويضة مخصبة واحدة - التوائم (المتطابقة) الذي تم تربيتهم بشكل منفصل يكونوا على درجة عالية من التشابه في معدل الذكاء (0.86)، أكثر من الناتجين عن تخصيب بويضتان - التوائم(الشقيقة) الذي تم تربيتهم معا (0.6) وأكثر بكثير من الأشقاء بالتبني (~ 0.0). [إخفاق التحقق]

### دراسات متحيزة أقدم؟
وجد ستولميلر (1999) أن مجموعة قيود البيئة الأسرية التي تقوم بالتبني، تلك الأسر المتبنية تميل أن تكون أكثر تشابه، على سبيل المثال، الحالة الاجتماعية والاقتصادية من غالبية السكان، يشير إلى احتمالية وجود التقليل من دور البيئة العائلية المشتركة في الدراسات السابقة. تشير التصويبات لمجموعة التصحيح المطبقة على الدراسات المعتمدة إلى أن الوضع الاجتماعي والاقتصادي يمكن أن يعزى إلى ما يصل إلى 50 في المائة من الفرق في معدل الذكاء. ومع ذلك، فإن تأثير مجموعة التقييد علي معدل الذكاء للدراسات المعتمدة تم فحصها بواسطة مات ماكجو وزملائه، الذين كتبوا أن ذلك «مجموعة التقييد في الأمراض النفسية والاجتماعية للوالد والوضع الاقتصادي للأسرة لم يكن لها تأثير على العلاقات المتبادلة بين الأشقاء بالتبني [في] الذكاء».
اريك تريكيمير وزملاؤه (2003)،  لا تستخدم دراسة التبني، وشملت الولايات المتحدة الأسر الفقيرة.* أظهرت النتائج أن فرق نسب الذكاء التي تعزى إلى الجينات والبيئة تختلف لاخطياً مع الوضع الاجتماعي والاقتصادي. النماذج توحي بأن في الأسر الفقيرة، 60 ٪ من الفرق في معدل الذكاء استأثرت به البيئة العائلية المشتركة، ومساهمة الجينات هي قريبة من الصفر؛ في الأسر الميسورة النتيجة هي بالضبط تقريبا عكس ذلك. أنها تشير إلى أن دور العوامل البيئية المشتركة قد تم التقليل من شأنها في الدراسات القديمة والتي غالبا ما درست فقط عائلات الطبقة المتوسطة الثرية.

### بيئة الأم (الجنين)
دراسة تحليلية لـ دفلين وزملاؤه في الطبيعة (1997)، من 212 دراسة سابقة والتي قيمت نموذجا بديلا للتأثير البيئي، ووجدت أنه تناسبها بيانات أفضل من من نموذج بيئات العائلة الشائع الاستخدام. تؤثر بيئة الأمهات (الجنين) المشتركة وغالبا ما يفترض أن تكون تافهة، تشكل 20 ٪ من التباين بين التوائم، و 5 ٪ بين الأشقاء، وتقل تأثير الجينات، مع اثنين من مقايس الوراثة التي تقل عن 50 ٪.

استعرضا بوشار وماكجو الأدب في عام 2003، مجادلين بأن استنتاجات دفلين حول حجم الوراثة هو لا يختلف كثيرا عن التقارير السابقة وأن استنتاجاتهم بشأن آثار ما قبل الولادة يتناقض مع تقارير سابقة عديدة. كتبا ما يلي: 
استنتج تشيبر وأخرون ولويهلين أن بيئة ما بعد الولادة أهم من بيئة ما قبل الولادة. استنتاج دفلين وآخرون. بأن بيئة ما قبل الولادة تساهم في تشابه معدل ذكاء التوأم هي ملحوظة خاصة نظرا لوجود الأدب التجريبي الواسع النطاق بشأن آثار ما قبل الولادة. برايس (1950)، في استعراض شامل تم نشره منذ أكثر من 50 عاما، ناقشت أن ما يقرب من كل آثار ما قبل ولادة التوأم تنتج الخلافات بدلا من التشابهات. كما في عام 1950 الأدب حول هذا الموضوع كان كبير لدرجة أن المراجع لم تنشره بكامله. تم نشره أخيرا في عام 1978 مع 260 مرجع إضافي. في ذلك الوقت كرر برايس الاستنتاج السابق. الأبحاث النالية لمراجعة 1978 عززت إلى حد كبير فرضية برايس.

### نموذج ديكنز وفلين
ديكنز وفلين  الفرضية القائلة بأن الحجج فيما يتعلق باختفاء البيئة العائلية المشتركة ينبغي أن تنطبق كذلك على مجموعات منفصلة في الوقت. هذا يتناقض مع جوهر فلين. التغييرات هنا قد حدثت بسرعة كبيرة جدا ليتم شرحها عن طريق تبني دراسة الجينات الوراثية. ويمكن أن يفسر هذا التناقض من خلال ملاحظة ان إجراء «الوراثة» يشمل كلا من التأثير المباشر للـ البنية الوراثىة على معدل الذكاء، وكذلك التأثيرات غير المباشرة، حيث أن التركيب الوراثي يغير البيئة، وتؤثر بدورها على معدل الذكاء. وهذا هو، هؤلاء الذين لديهم معدل ذكاء أعلى يميلون إلى البحث عن البيئات التي تحفز زيادة معدل الذكاء. التأثير المباشر يمكن أن يكون في البداية ضئيل جدا ولكن التغذية الراجعة المرتدة يمكن أن تخلق اختلافات كبيرة في معدل الذكاء. في نموذجهم حافز بيئي يمكن أن يكون له تأثير كبير جدا على معدل الذكاء، وحتى عند البالغين، ولكن هذا التأثير أيضا يضمحل مع مرور الوقت ما لم يكن الحافز مستمراً (يمكن للنموذج ان يتكيف ليشمل العوامل المحتملة، مثل التغذية في مرحلة الطفولة المبكرة، التي قد تسبب آثار دائمة). ويمكن توضيح تأثير فلين عن طريق تحفيز البيئة لجميع الناس بشكل عام. ويقترح المؤلفان أن البرامج التي تهدف إلى زيادة معدل الذكاء من المرجح أن تكون لإنتاج مكاسب معدل ذكاء طويل الأجل إذا كانوا يعلمون الأطفال كيفية التكرار خارج البرنامج أنواع إدراكية تتطلب الخبرات التي تنتج مكاسب معدلا الذكاء بينما هم في البرنامج وحثهم على الاستمرار في ذلك التكرار لفترة طويلة بعد أن يكونوا قد تركوا البرنامج.

## معدل الذكاء والدماغ
في عام 2004، استخدم ريتشارد هاير، أستاذ علم النفس في قسم طب الأطفال وزملاؤه في جامعة كاليفورنيا في ايرفين وجامعة نيو مكسيكو للحصول على صور الرنين المغناطيسي للدماغ في 47 من البالغين الأصحاء الذين قاموا بإجراء اختبارات الذكاء القياسية. وأظهرت الدراسة أن الذكاء البشري يبدو أنه على أساس حجم وموقع نسيج المادة الرمادية في الدماغ، ويدل أيضا على أن من المادة الرمادية في الدماغ، يظهر فقط حوالي 6 في المئة ذو صلة بمعدل الذكاء.
العديد من المصادر المختلفة للمعلومات قد تقاربت على الرأي القائل بأن الفص الجبهي حيوي لصالح سلاسة الذكاء. المرضى الذين يعانون من تلف في الفص الجبهي لديهم ضعف في اختبارات سلاسة الذكاء (دنكان وآخرون. 1995). حجم الرمادية الأمامية (طومسون وآخرون 2001) والمادة البيضاء (شونيمان وآخرون 2005) مرتبطة أيضا يالذكاء العام. بالإضافة إلى ذلك، دراسات التشخيص التصويري الحديثة لللأعصاب حددت هذه الصلات لقشرة الفص الجبهي الجانبية. دنكان وزملاؤه (2000) أظهروا باستخدام تقنية متقدمة في التصوير أن مهام حل المشاكل التي ارتبطت أكثر بشكل كبير مع معدل الذكاء نشطت أيضا القشرة الأفقية الفص جبهية. وفي الآونة الأخيرة، استخدم جراي وزملائه (2003) التصوير بالرنين المغناطيسي لإظهار أن أولئك الأفراد الذين كانوا أكثر مهارة في مقاومة التشتيت على مهمة ذاكرة عاملة متطلبة لديه كل من معدل ذكاء أعلي وزيادة نشاط الفص الجبهي. لإجراء استعراض شامل لهذا الموضوع، انظر جراي وطومسون (2004).
والدراسة التي شملت 307 من الأطفال (سن ما بين ستة إلى 18) قياس حجم هياكل المخ باستخدام التصوير بالرنين المغناطيسي، وقد أجري قياس القدرة اللفظية وغير اللفظية (شو وآخرون. 2006). وقد أوضحت الدراسة أن هناك علاقة بين معدل الذكاء وبنية القشرة - سمة التغيير كون الفريق ذو درجات معدل الذكاء الأعلي بقشرة أقل سمكا في السن المبكر ثم يصبح أكثر سمكا عن المتوسط عند أواخر سنوات المراهقة.
هناك «ترابط ذات مغزى كبير» بين جينات CHRM2 والذكاء طبقا لدراسة الاسرة الهولندية 2006. وخلصت الدراسة إلى أنه كان هناك وجود ارتباط بين جين CHRM2 على الكروموزوم(7) وأداء معدل الذكاء، كما تم قياسه على مقياس شسلر لذكاء الكبار - المنقح. واستخدمت دراسة الأسرة الهولندية عينة من 667 شخصا من 304 أسرة. تم العثور علي ترابط مماثل على نحو مستقل في  دراسة التوأم والأسرة بولاية مينيسوتا (كامينج وآخرون 2003)، وقسم الطب النفسي في جامعة واشنطن.
إصابات كبيرة معزولة على جانب واحد من الدماغ، وخصوصا تلك التي تحدث في سن مبكرة، قد لا تؤثر تأثيرا محسوسا في معدل الذكاء.
دراسات وصلت إلى استنتاجات متضاربة فيما يتعلق بالفكرة المثيرة للجدل أن حجم المخ يرتبط ارتباطا إيجابيا مع معدل الذكاء. زعم جنسن وريد أنه لا توجد علاقة مباشرة في المواضيع الغير متعلقة بعلم الأمراض. يقترح تحليل أكثر حداثة غير ذلك.
سعي نهج بديل إلى ربط الاختلافات في اللدونة العصبية مع الذكاء،  وقد تلقى هذا الرأي مؤخرا بعض الدعم التجريبي.

## الاتجاهات في معدل الذكاء
منذ القرن العشرين، قد زادت درجات معدل الذكاء بمعدل متوسط قدره نحو ثلاث نقاط من معدل الذكاء في العقد الواحد في معظم أنحاء العالم. وقد لقبت هذه الظاهرة تأثير فلين (ويعرف أيضا باسم «تأثير لين - فلين») علي اسم ريتشارد لين وجيمس أر فلين. وشملت محاولات التفسيرات تحسين التغذية، والاتجاه نحو تكوين أسر أصغر، وتحسين التعليم، وزيادة تعقيد البيئة، والهجين. يعتقد بعض الباحثين أن التعليم الحديث أصبح موجهة أكثر نحو اختبارات الذكاء، مما يجعل الدرجات أعلى، ولكن ليس بالضرورة ذكاء أعلى. نتيجة لذلك، عادة ما يجري اختبارات مطبع ثانية للحصول على متوسط درجات من 100، على سبيل المثال (1974), WISC-III (1991) و WISC-IV (2003). يوجه هذا التعديل على وجه التحديد للاختلاف مع مرور الوقت، والسماح للدرجات ليتم مقارنتها طوليا.
بعض الباحثين يرون أن تأثير فلين قد انتهى في بعض الدول المتقدمة، الذي بدأ في الثمانينات في المملكة المتحدة ، وفي منتصف التسعينات في الدنمارك ، والنرويج.

## التحولية
على الرغم من أنه يعتقد عموما أن يكون غير قابل للتغيير، تشير البحوث الحديثة إلى أن بعض الأنشطة العقلية يمكنها تغيير قدرة الدماغ على معالجة المعلومات، مما يؤدي إلى الاستنتاج بأن الذكاء يمكن تعديله أو تغييره على مر الزمن. فهم الآن المخ فهما صحيحا بـالمرونة العصبية، وبالتالي أكثر استجابة للتغيير من ما كان يعتقد من قبل. تشير دراسات في علم الأعصاب للحيوانات إلى أن الأنشطة المتحدية يمكن أن تنتج التغيرات في أنماط التعبير الجيني للدماغ. (تدريب ديجاس على استخدام راكيس وتشير بحوث ايركيس السابقة مع قرود المكاك إلى تغيرات في الدماغ.)
دراسة حول البالغين الشبان نشرت في نيسان / أبريل 2008 من قبل فريق من جامعتي ميتشيغان وبرن تؤيد إمكانية نقل سلاسة الذكاء التي صممت خصيصا لتدريب الذاكرة العاملة. 
وسوف يتم إجراء مزيد من البحوث اللازمة لتحديد طبيعة ومدى ومدة النقل المقترح :
من بين المسائل الأخرى، فإنه يبقى أن نرى ما إذا كانت النتائج يمتد إلى أنواع أخرى من اختبارات الذكاء السائل من اختبار مصفوفة المستخدمة في الدراسة، وإذا كان الأمر كذلك، ما إذا كان، وبعد التدريب، وتدابير المخابرات السوائل الاحتفاظ بها العلاقة مع التحصيل التعليمي والمهني أو إذا كانت قيمة استخباراتية السوائل للتنبؤ الأداء على التغيرات مهام أخرى. ومن غير الواضح أيضا ما إذا كان التدريب هو دائم لفترات طويلة من الوقت.
قدرة الذروة لكل من سلاسة الذكاء والذكاء المتبلور هي 26 عاما. هذا يعقبه انحدار بطيء.

## مجموعة الاختلافات
من بين القضايا الأكثر إثارة للجدل فيما يتصل بدراسة الذكاء هي أن تدابير المراقبة التي يقيسها الذكاء مثل درجات معدل الذكاء تختلف بين السكان. في حين أن هناك القليل من العلماء يتجادلوا حول وجود بعض من هذه الاختلافات، تظل الأسباب مثيرة للجدل سواء داخل الأوساط الأكاديمية وفي المجال العام.

### الصحة
الأشخاص الذين لديهم معدل ذكاء أعلى لديهم بصفة عامة معدلات اعتلال ووفيات أقل كبالغين. اضطراب ما بعد الصدمة، 
وانفصام الشخصية  هو أقل انتشارا في نطاقات معدل الذكاء الأعلي. وقد ثبت أن الناس الذين يصلون لغمرة الحلقة الاكتئابية لديهم معدل ذكاء أقل مما كانوا عليه عندما كانوا بدون أعراض، وقدرة أقل على الإدراك عن الناس الذين لا يعانون من اكتئاب لما يعادله من الذكاء اللفظي.
وأوضحت دراسة شملت 11.282 فرد في اسكتلندا اجروا اختبارات ذكاء في سن 7 و 9 و 11 في الخمسينات والستينات، وجدوا «معكوس الارتباط الخطي» بين درجات معدل ذكاء للطفولة والقبول في المستشفى بسبب الاصابات في سن البلوغ. الارتباط بين معدل ذكاء الطفولة وخطر الإصابة بالإصابة في وقت لاحق تظل حتي بعد اعتبار عوامل مثل خلفية الطفل الاجتماعية والاقتصادية.
و قد أظهر بحث في اسكتلندا أيضا أن 15 درجة أقل من معدل الذكاء يعني أن الناس لديهم فرصة أقل خمس مرات للعيش حتي سن 76، في حين أن الذين لديهم 30 درجة أقل كانوا 37 ٪ أقل احتمالا من تلك الذين لهم أعلى معدل ذكاء للعيش مدة طويلة.
ظهر انخفاض في معدل الذكاء أيضا بوصفه مؤشرا مبكر لبداية متأخرة لظهور مرض الزهايمر واشكال أخرى من العته. في دراسة أجريت عام 2004، أظهرت كرفيلا وزملاؤه أن اختبارات القدرة الادراكية توفر معلومات تنبؤية مفيدة لتصل إلى عشر سنوات قبل ظهور الخرف. ومع ذلك، عند تشخيص الأفراد مع مستوى أعلى من القدرة الادراكية، في هذه الدراسة هؤلاء الذين لديهم ذكاء من 120 أو أكثر 
وينبغي أن لا يتم تشخيص المرضى من المعايير القياسية ولكن من ارتفاع معيار معدل الذكاء المعدل الذي يقيس التغييرات ضد قدرة أعلى مستوى للفرد. في عام 2000، نشر البروفيسور والي وزملاؤه ورقة في دورية علم الأعصاب  والتي درست الصلات بين القدرة العقلية في مرحلة الطفولة والبداية المتأخرة للخرف. وأظهرت الدراسة أن درجات القدرة العقلية كانت أقل بكثير لدى الأطفال الذين تطورت لديهم في نهاية المطاف بدايات متأخرة من ظهور الخرف بالمقارنة مع غيرهم من الأطفال الذين تم اختبارهم.
وهناك عدة عوامل يمكن أن تؤدي إلى ضعف الإدراك بدرجة كبيرة، خاصة إذا كانت تحدث أثناء الحمل والطفولة عندما يكون نمو الدماغ وحاجز الدم في الدماغ ، أقل فعالية. ومثل هذا الانخفاض في بعض الأحيان قد يكون دائم، أو في بعض الأحيان قد يكون جزئيا أو كليا يعوضها النمو في وقت لاحق. هناك العديد من العوامل الضارة يمكن أيضا ان تنضم، وربما تتسبب في مزيد من الانخفاض.
وقد طبقت الدول المتقدمة العديد من السياسات الصحية المتعلقة بالمغذيات والسموم المعروفة بتأثيرها على الوظيفة الإدراكية. وتشمل هذه القوانين التي تتطلب تحصين بعض المنتجات الغذائية والقوانين التي تحدد مستويات آمنة من الملوثات (مثل الرصاص والزئبق، واورجانوكلورايد). وقد اقترحت توصيات لسياسة شاملة تستهدف الحد من ضعف الإدراك لدى الأطفال.
من حيث تأثير ذكاء الفرد علي الصحة، فقد تبين في إحدى الدراسات البريطانية، أن ارتفاع معدل الذكاء في الطفولة يرتبط بفرصة الفرد ليصبح نباتي في مرحلة البلوغ. في دراسة بريطانية أخرى، فقد تبين ارتفاع معدل الذكاء في الطفولة يرتبط عكسيا من فرص التدخين.

### الجنس (النوع)
لدي الرجال والنساء فروق ذات دلالة إحصائية في متوسط الدرجات في اختبارات القدرات الخاصة. تبين الدراسات أيضا باستمرار الفرق الأكبر في الأداء في مقارنة الرجال مع النساء (أي أن درجات الرجل أكثر انتشاراً في جميع أنحاء درجات الطيف) 
اختبارات الذكاء ذات أهمية في هذه الفروق بين الجنسين لذلك ليس هناك تحيز في المتوسط لصالح أحد الجنسين، ولكن الفرق الدائم في التنوع لم يتم إزالته. لأن الاختبارات محددة بحيث لا يوجد هناك متوسط اختلاف فإنه من الصعب وضع أي معنى في بيان أحد الجنسين لديه ذكاء أعلى من غيره. ولكن قام بعض الناس بادعاءات من هذا القبيل حتى باستخدام اختبارات ذكاء غير منحازة. على سبيل المثال، هناك مزاعم بأن الرجال يميلون إلى التفوق علي المرأة في المتوسط بنسبة ثلاث لأربع بناء على اختبارات الذكاء لطلبة الطب، حيث الفرق الأكبر لذكاء الرجل من المتوقع أن يسهم في النتيجة، ، أو عندما يكون' التصحيح 'معتمدا علي النضوج للاعمار المختلفة.

### العِرق (السلالة)
في عام 1996 فرقة التحقيق في الذكاء التي ترعاها رابطة علم النفس الأمريكية خلصت إلى أن هناك اختلافات كبيرة في معدل الذكاء في السلالات. المشكلة في تحديد الأسباب الكامنة وراء هذا الاختلاف يتعلق بمسألة مساهامات "الطبيعة والتنشئة" في معدل الذكاء. يعتقد معظم العلماء أنه لا توجد بيانات كافية لحسم مساهامات الوراثة والبيئة. أحد أبرز الباحثين يجادلون بوجود أساس وراثي قوي هو آرثر جنسن. في المقابل، ريتشارد نيسبت، المخرج القديم لبرنامج الثقافة والإدراك في جامعة ميشيغان، يقول ان الذكاء هو مسألة البيئة والمعايير المنحازة التي تثني على نوع معين من «الذكاء» (النجاح في الاختبارات الموحدة) على الأخر.
في مقال افتتاحي نشر مؤخرا في صحيفة نيويورك تايمز تحت عنوان «كل الأمخاخ هي نفس اللون»، جادل الدكتور نيسبت ضد فرضية اختلافات معدل الذكاء بين السود والبيض جينية. ويلاحظ أن عقود من البحث لم تؤيد القول بأن احدي الأعراق في الولايات المتحدة هو أدنى بيولوجيا من حيث الذكاء الفطري. بدلا من ذلك، جادل بأن «البيض أظهروا فهما أفضل للأقوال، وقدرة أفضل على التعرف على أوجه التشابه وسهولة أفضل في التشابه الجزئي- عند تتطلب الحلول معرفة الكلمات والمفاهيم التي كان من الأرجح أن تكون معروفة للبيض أكثر من السود. (على سبيل المثال سيكون قياسا على استخدام كلمة» اليخت بدلا من القارب«) ولكن عندما تكون هذه الأنواع من المنطق تم اختبارها مع كلمات ومفاهيم معروفة تماما أيضا على السود والبيض، لم يوجد أي اختلافات. في كل عِرق، تتوقع المعرفة المسبقة التعلم والتفكير، ولكن بين الأجناس كان العلم المسبق الوحيد الذي اختلف.»
في مقال للرأي  التي ظهرت مؤخرا في ناتشر، أعرب الكُتاب عن الرأي القائل بأن مواقف مماثلة للدكتور نيسبت قد لا تكون قابلة للتطبيق في ضوء البيانات الأخيرة. لاحظوا أن التجمعات البشرية المنفصلة جغرافيا والتي يمكن تصنيفها على أساس الجينوم، وخصوصا من خلال مراقبة الأشكال، : «الوحدة الأساسية في هذا التنوع بتعدد - مواقع محددة في الخريطة الوراثية البشرية التي توجد في أشكال متعددة البديل (أو الأليلات)». لاحظوا أن العديد من هذه الأشكال، قد تكون وظيفية، أي تؤدي إلى سمات مختلفة للصفات الإنسانية القالبة للقياس : «هذه الاشكال يمكن أن تؤثر على صفات مثل التصبغ، والتكيف الغذائي ومقاومة العوامل المسببة للأمراض (حيث الأدلة مقنعة إلى حد ما)، والتمثيل الغذائي، والتنمية البدنية وبيولوجيا الدماغ (حيث مزيد من الأدلة الأولية)».
المقالة، التي تدعي«دعونا نحتفل بالتنوع البشري الجيني»، هو على بينة من موضوع حساس. إذا كان المتفق عليه أن صفات مثل الذكاء تختلف بين الجماعات المختلفة، ليس فقط بسبب البيئة، ولكن أيضا بسبب الوراثة، وسيكون رأي الدكتور نيسبتس قد عفا عليه الزمن. تصوغ المقالة مصطلح «المساواتية البيولوجي» من أجل وصف الرأي القائل بأن جميع فئات البشر مماثلة جدا من أجل إحداث فرق جوهري بينهما. انهم يعترفوا بحقيقة أن هذا المساواتية البيولوجية قد تطورت بشكل كبير بسبب الجرائم العديدة التي ارتكبت بسبب مجموعات من الناس، التي اعتبرت أقل شأنا من الناحية البيولوجية، ويجادلون بأن «المساواة في الفرص واحترام كرامة الإنسان ينبغي أن تكون التطلعات المشتركة للبشرية، على الرغم من الخلافات البشرية مهما كانت كبيرة أو صغيرة».

## العلاقات الإيجابية المتبادلة مع معدل الذكاء
في حين أن معدل الذكاء هو في بعض الأحيان يُعامل كغاية في حد ذاته، عمل العلماء على معدل الذكاء بالتركيز إلى حد كبير على صحتها معدل الذكاء، والتي هي الدرجة التي تربط معدل الذكاء مع النتائج مثل الأداء الوظيفي أو الأمراض الاجتماعية أو التحصيل الدراسي. اختبارات الذكاء المختلفة تختلف في مدى صلاحيتها للنتائج المختلفة. تقليديا، ارتباط معدل الذكاء والنتائج ينظر إليه على أنه وسيلة للتنبؤ بالأداء أيضا، ولكن ينبغي أن يميز القراء بين التنبؤ في العلوم المادية والعلوم الاجتماعية.

### اختبارات أخرى
وجدت دراسة واحدة لـ 0.81 وجود ارتباط بين جي [[(عامل الذكاء العام) ودرجات سات|(عامل الذكاء العام) ودرجات سات ]] ؛  وقد وجدت أخرى علاقة بين جي 0.81 ودرجات شهادة الثانوية العامة. 
الارتباطات بين معامل الذكاء (القدرة المعرفية العامة) ودرجات الاختبار الانجازية تشيرإلى 0.81 بواسطة ديري وزملاؤه، مع نسبة مئوية بالفرق الذي أستأثرت القدرة المعرفية العامة واسعة النطاق «من 58.6 ٪ في الرياضيات و 48 ٪ في اللغة الإنجليزية إلى 18.1 ٪ في الفن والتصميم».

### الأداء الوظيفي
وفقا لشميدت وهنتر، «لتعيين موظفين دون خبرة سابقة في العمل في إن التنبيء الأكثر صالحية للأداء المستقبلي هو القدرة العقلية العامة». صحة معدل الذكاء باعتباره متنبأً للأداء الوظيفي هو فوق الصفر لجميع أعمال دراسته حتى الآن، ولكن يختلف مع نوع العمل وعبر دراسات مختلفة، ويتراوح بين 0.2 و 0.6. في حين أن معدل الذكاء هو أكثر ارتباطا مع المنطق وأقل من ذلك مع الحركة الوظيفية  الذكاء - فإن درجات اختبار معدل الذكاء تتنبؤ بمعدلات الأداء في جميع المهن  وقيل أنه، من أجل الأنشطة العالية التأهيل (البحوث والإدارة) درجات معدل الذكاء المنخفظة من المرجح قد تكون عائقا أمام أداء كفؤ، في حين أن الحد الأدنى لأنشطة المهارة والقوة الرياضية (دليل قوة والسرعة والقدرة على التحمل، والتنسيق) هي أكثر عرضة للتأثير على الأداء.
في تحديد اتجاه السببية إلى الصلة بين معدل الذكاء وأداء العمل، تشير دراسات طولية من واتكينز وغيره إلى أنه في حين أن معدل الذكاء يؤثر تأثيرا سببي على التحصيل الدراسي في المستقبل، في حين أن الإنجاز الأكاديمي لا يؤثر تأثيرا كبيرا على درجات معدل الذكاء في المستقبل. كتبت تريينا ايلين رود ولي آن طومسون أن القدرة الادراكية العامة ولكن ليست درجات القدرة المحددة تتنبأ بالتحصيل الدراسي، وذلك باستثناء أن سرعة العملية ووالقدرة المكانية على التنبؤ بأداء اختبار سات في الرياضيات وراء تأثير القدرة المعرفية العامة.
تقرير رابطة الطب النفسي الأمريكي الذكاء: المعروف والمجهول  تنص على أن غيرها من الخصائص الفردية مثل مهارات التعامل مع الآخرين، وما إلى ذلك من جوانب الشخصية ربما تكون مساوية أو أكبر أهمية، ولكن في هذه المرحلة ليس لدينا أدوات موثوق بها  بالتساويل لقياسهم ، رغم أنه في الآونة الأخيرة، يرى آخرون أنه منذ أنه أكثر المهام الحترافية التي هي الآن موحدة أو الآلية، ومعدل الذكاء المصنف هو قياس ثابت علي مر الزمن مع ارتباط وثيق مع العديد من السمات الشخصية الإيجابية من السكان عموما، هو أفضل أداة للمساعدة في تحديد أفضل توظيف وشغر الوظائف في أي مرحلة في الوظيفة، وبصرف النظر عن الخبرة والتحيز الشخصي أو أي تدريب رسمي يمكن للشخص الحصول عليه.

### الدخل
يدعي بعض الباحثين أنه "من الناحية الاقتصادية يبدو أن مقاييس معدل الذكاء شيء يناقص القيمة الحدية. فمن المهم لديهم ما يكفي من ذلك، ولكن وجود الكثير والكثير لا يشتري لك كثيرا.
وتشير دراسات أخرى أن القدرة على أداء وظائف هي علاقة خطية، ان مثل هذه على جميع مستويات معدل الذكاء، زيادة في معدل الذكاء يترجم إلى زيادة مصاحبة في الأداء. تشارلز موراي، والمؤلف المشارك لمنحنى الجرس، وجد أن معدل الذكاء له أثر كبير على الدخل بمعزل عن الخلفية العائلية.
أخذ المبادئان المذكوران أعلاه معا، معدل الذكاء العالي للغاية ينتج أداء وظيفي عالي جدا ولكن ليس دخل أكبر من ذو معدل الذكاء المرتفع قليلا (و تبين بعض الدراسات أن معدل الذكاء العالي جدا ينتج نوعا ما دخل منخفض عن ذو معدل الذكاء المرتفع قليلا.
تقرير رابطة الطب النفسي الأمريكي الذكاء: المعروف والمجهول  تنص على أن درجات معدل الذكاء تشكل حوالي ربع عدد الفرق في المركز الاجتماعي وسدس الفرق في الدخل. الضوابط الاحصائية للمؤسسات الصغيرة الاسرية تقضي على نحو ربع هذه القوة التنبؤية. يظهر الذكاء السيكولوجي كأحد العوامل العديدة الكبيرة التي تؤثر في النتائج الاجتماعية.
أحد الأسباب وراء مطالبة بعض الدراسات بأن معدل الذكاء يهم فقط للمرة السادسة من التباين في الدخل لأن العديد من الدراسات التي تعتمد على الشباب (وكثير منهم لم يكملوا تعليمهم). في بي جي 568 عامل جي، يدعي آرثر جنسن أنه على الرغم من الارتباط بين معدل الذكاء ومتوسط الدخل، متوسط 0.4 (سدس أو 16 ٪ من الفرق)، وتزيد من العلاقة مع التقدم في السن، وتصل للذروة في منتصف العمر عندما يكون الناس قد بلغوا أقصى الدرجات الوظيفية المحتملة. في كتاب، سؤال عن الذكاء، يستشهد دانيال سليغمان أن ارتباط دخل معدل الذكاء من 0.5 (25 ٪ من الفرق).
وهناك دراسة صدرت عام 2002  اختبرت بشكل أكبر أثر العوامل غير معدل الذكاء على الدخل وخلص إلى أن ثروة الذرية الموروثة، والعرق، والتعليم أكثر أهمية، باعتبارها من عوامل تحديد الدخل عن معدل الذكاء. على سبيل المثال، في عام 2004 عمال أمريكيين أفريقيين لديهم ثاني أعلى معدل دخل بين الأقلية الأمريكية بعد الاميركيين الآسيويين وبين جماعات الأقليات، فقط الأميركيين الآسيويين كانوا أكثر عرضة لعقد مهن ذوي الرواتب الكبيرة (الإدارة، الاتحتراف، والميادين ذات الصلة) على الرغم من الفجوة في معدل الذكاء الكبيرة بين الأميركيين الأفارقة والآسيويين.

### ارتباطات أخرى مع معدل الذكاء
بالإضافة إلى ذلك، فإن الذكاء وارتباطه بالصحة، وجرائم العنف، وإجمالي ناتج الدولة، وفعالية الحكومة هو موضوع بحث عام 2006 في طبعة الذكاء. يحطم البحث متوسط معدل الذكاء في بعض الولايات الأمريكية باستخدام الحكومة الاتحادية التقييم الوطني للتقدم التعليمي في الرياضيات والقراءة كمصدر لدرجات الاختبار.
هناك علاقة من -0.19 بين معامل الذكاء وعدد من جرائم الأحداث في عينة دانماركية كبيرة؛ مع تحكم الطبقة الاجتماعية، فإن العلاقة انخفض إلى -0.17. وبالمثل، بالنسبة لمعظم ارتباطات «النتائج السلبية» تكون المتغيرات عادة أصغر من 0.20، مما يعني أن درجات الاختبار مقترنة بأقل من 4 ٪ من مجموع الفرق. ومن المهم أن ندرك أن العلاقة السببية بين القدرة النفسية والنتائج الاجتماعية قد تكون غير مباشرة. يمكن للأطفال الذين يعانون من أداء مدرسي ضعيف أن يشعرون بالغربة. وبالتالي، فإنها قد تكون أكثر عرضة للانخراط في السلوك المنحرف، بالمقارنة مع غيرهم من الأطفال الذين يؤدون جيداً.
الذكاء هو أيضا عكسيا مع بعض الأمراض.
تامبس وآخرون  وجد أن الوضع المهني والتحصيل العلمي، ومعدل الذكاء وحده وراثي، وكذلك وجد أن «التباين الوراثي يؤثر على التحصيل التعليمي... بما يقرب من ربع التباين الوراثي للحصول على المركز المهني وما يقرب من نصف التباين الوراثي لمعدل الذكاء». في عينة من الأشقاء بالولايات المتحدة وجد وراو وآخرون  أن التفاوت في الدخل والتعليم كان في الغالب بسبب الجينات، مع العوامل البيئية المشتركة التي تلعب دورا ثانويا.

## السياسة العامة
قالب:Globalize/USA
في الولايات المتحدة، بعض السياسات العامة والقوانين متعلقة بالخدمة العسكرية، 
والتعليم، والمنافع العامة، 
الجريمة،  والعمالة تدمج معدل ذكاء الفرد أو القياسات المماثلة في قراراتهم. ومع ذلك، في حالة غريغز ضد شركة ديوك باور في عام 1971، لغرض التقليل من ممارسات التوظيف التي أثرت بشكل متفاوت علي الأقليات العرقية، حظرت المحكمة العليا الأمريكية على استخدام اختبارات الذكاء في التوظيف، إلا في حالات نادرة جدا. دوليا، بعض السياسات العامة، مثل تحسين التغذية وحظر مسممات الأعصاب، وباعتباره أحد أهدافه رفع، أو الحيلولة دون حدوث انخفاض في الذكاء.

## انتقادات وآراء

### بينيه
ألفريد بينيه، وهو طبيب نفساني فرنسي، لا يعتقد أن مقياس اختبار معدل الذكاء يؤهل لقياس الذكاء. لم يخترع مصطلح «حاصل الذكاء»، ولا يؤيد التعبير الرقمي الخاص به. [بحاجة لمصدر] قال :
قد صمم بينيه مقياس ذكاء بينيه سيمون من أجل تحديد الطلاب الذين يحتاجون إلى مساعدة خاصة في التعامل مع المناهج المدرسية. وجادل بأنه مع البرامج التعليمية العلاجية المناسبة، فإن معظم الطلاب بغض النظر عن الخلفية يمكن اللحاق بالركب والقيام بأداءً جيدا في المدرسة. لا يعتقد ان الذكاء كيانا يمكن قياسه ثابت.
حذر بينيه :

### سوء قياس الإنسان
بعض العلماء اختلفوا مع علماء النفس المعنيين بوضع اختبارات الذكاء كليا. في The Mismeasure of Man، أستاذ جامعة هارفارد والحفريات ستيفن جاي جولد جادل بأن اختبارات الذكاء استندت على افتراضات خاطئة وأظهرت تاريخهم لاستخدامهم كأساس لالعنصرية العلمية. وكتب:
استغل الكثير من الكتاب ينتقد مفهوم معدل الذكاء، بما في ذلك مناقشة الكيفية التاريخية التي تم انشئت اختبارات الذكاء والمناقشة الفنية لماذا جي مجرد تحفة رياضية. في طبعات لاحقة للكتاب تضمن انتقادات لمنحنى الجرس.

### العلاقة بين معدل الذكاء والذكاء
وفقا للدكتور سي جورج بيوري من جامعة شيبنسبرج فإن الذكاء هو قدرة الشخص على (1) اكتساب المعرفة (أي معرفة وفهم)، (2) تطبيق المعرفة (حل المشكلات)، (3) والانخراط في التفكير المجرد. هي قوة فكر الفرد، وعلى هذا النحو من الواضح أن جانبا هاما جدا من رفاهية الفرد العامة. وقد حاول علماء النفس قياس ذلك منذ ما يزيد على قرن من الزمان.
وقد اقترحت عدة طرق أخرى لقياس الذكاء. دانيال شكاتر، دانيال غيلبرت، وآخرون انتقلوا إلى ما بعد الذكاء العام إلي معدل الذكاء باعتباره الوسيلة الوحيدة لوصف الذكاء.

### اختبار متحيز
تقرير الذكاء  الخاص بـرابطة الطب النفسي الأمريكي المعروف والمجهول  ينص على أنه كما تتنبأ اختبارات الذكاء بالإنجاز الاجتماعي فهي ليست منحازة ضد المتحدرين من أصل أفريقي منذ أن تنبأ بالأداء في المستقبل، مثل التحصيل الدراسي، وبطريقة مماثلة للطريقة التي توقعوا بها مستقبل أداء ذو الأصل الأوروبي.
ومع ذلك، قد تكون اختبارات الذكاء منحازة جدا عندما تستخدم في حالات أخرى. دراسة أجريت عام 2005 أن «صحة التفاضلية في التنبؤ يوحي بأن هذه الأخيرة للتجارب البحث قد تحتوي على التأثيرات الثقافية التي تحد من صلاحية وايس الراديوية كمقياس للقدرة المعرفية للطلاب الأمريكيين من أصل مكسيكي،»  تشير إلى وجود علاقة إيجابية أضعف بالنسبة لعينة الطلبة البيض. غيرها من الدراسات التي أجريت مؤخرا قد شككت في نزاهة ثقافة اختبارات الذكاء عند استخدامها في جنوب أفريقيا. اختبارات الذكاء القياسية، مثل ستانفورد بينيه، غالبا ما تكون غير ملائمة للأطفال الذين يعانون من مرض التوحد وصعوبات التعلم ؛ البديل المتمثل في استخدام قياسات المهارات التنموية أو التكيفية فقيرة نسبيا لقياس ذكاء الأطفال المصابين بالتوحد، وأدت إلى نتائج غير صحيحة أن أغلبية الأطفال الذين يعانون من مرض التوحد هم متخلفين عقليا.

### المنهجية العتيقة
بحث عام 2006 جادل بأن التيار المعاصر للاختبار التحليلي لا يعكس التطورات الكبيرة الأخيرة في الميدان، و«يحمل شبها خارقا للحالة التكهنية النفسية للفن الذي كان قائما في الخمسينات.»  وتدعي أيضا أن بعض الدراسات الأخيرة الأكثر نفوذا على مجموعة الاختلافات في الذكاء، من أجل إظهار أن الاختبارات غير منحازة، واستخدام المنهجية التي عفا عليها الزمن.
يجادل البعض [من؟] أن درجات معدل الذكاء تستخدم كذريعة لعدم المحاولة للحد من الفقر أو تحسين مستويات المعيشة للجميع. ادعت أن منخفضي الذكاء قد تم استخدامخم تاريخيا لتبرير النظام الإقطاعي والمعاملة الغير المساوية للنساء (انظر الجنس والذكاء). في المقابل، يدعي آخرون أن رفض «النخبة عالية الذكاء» على اتخاذ الذكاء على محمل الجد باعتباره سببا لعدم المساواة هو في حد ذاته غير أخلاقي.

### آراء رابطة علم النفس الأمريكية
ردا على الجدل الدائر حول منحنى الجرس ، وفرقة عمل مجلس الشؤون العلمية الخاص بـرابطة علم النفس الأمريكية في عام 1995 لكتابة بيان توافق في الآراء بشأن حالة بحوث الذكاء التي يمكن استخدامها من قبل جميع الأطراف كأساس للمناقشة. النص الكامل للتقرير متاح عن طريق عدة مواقع.
في هذا البحث ندم ممثلي الجمعيات علي أن أعمال معدل الذكاء ذات الصلة كثيرا ما يكتب بهدف عواقبه السياسية : «تقيم نتائج البحوث في كثير من الأحيان ليس على مزاياهم أو مكانتهم العلمية كما هي علي آثارها المفترضة سياسيا».
وخلصت فرقة العمل إلي أن درجات معدل الذكاء لديها صلاحية عالية التنبؤية بالفروق الفردية في التحصيل الدراسي. أكدوا علي صحة التنبؤية لمعدل الذكاء للحصول على المركز المهني للبالغين، حتى عندما متغيرات مثل التعليم والخلفيه العائلية كانت تسيطر عليه إحصائيا. وجدوا أن الفروق الفردية في الذكاء تتأثر بدرجة كبيرة بالوراثة وأن كلا من الجينات والبيئة، في تفاعل معقد، ضروريين لتنمية الكفاءات الفكرية.
أفادوا بأنه يوجد دليل صغير لإثبات أن النظام الغذائي في مرحلة الطفولة يؤثر علي الذكاء إلا في حالات سوء التغذية الحاد. فرقة العمل وافقت على أنه لا يوجد اختلافات كبيرة بين درجات متوسط معدل الذكاء الخاصة بالسود والبيض، وبأن هذه الاختلافات لا يمكن أن ترجع إلى حدوث انحرافات في بنية الاختبار. اقترحت فرقة العمل أن التعليلات على أساس الوضع الاجتماعي والفوارق الثقافية أمر ممكن، والعوامل البيئية التي أثارت علامات الاختبار الأساسية في كثير من السكان. بشأن الأسباب الوراثية، لاحظوا أنه ليس هناك الكثير من الأدلة المباشرة على هذه النقطة، ولكن قليلا ما كان هناك فشل لدعم الفرضية الوراثية.
نشرت جريدة رابطة علم النفس الأمريكية بيان، عالم النفس الأميركي، الذي نشر بعد ذلك أحد عشر من الردود الحاسمة في يناير كانون الثاني 1997، والعديد منهم بحجة أن التقرير فشل في دراسة دليل التفسيرات الجينية-جزئيا بشكل كاف.

## مجتمعات ذات معدل ذكاء مرتفع
منسا هي منظمة اجتماعية والنسخة المطبوعة من الناشر على عدة دول مما يحد من عضوية الأشخاص الذين يعتمدوا نتائج الاختبار حاصلين علي درجات مرتفعة مثل أو أعلى من المئين 98 على معدل ذكاء منحنى الجرس. (على سبيل المثال، منسا الدولية، فضلا عن العديد من المجموعات الأكثر حصرية الأخرى تدعي أنها فوق المئين 98).

## استخدام ثقافة البوب
تستخدم العديد من المواقع والمجلات مصطلح الذكاء للإشارة إلى المعرفة التقنية أو الشعبية في مجموعة متنوعة من المواضيع غير متصلة بالذكاء، بما في ذلك الجنس، 
لعبة البوكر،  وكرة القدم الأميركية،  من بين تشكيلة واسعة من المواضيع الأخرى. هذه الأختبارات هي عموما ليست موحدة ولا تدخل ضمن التعريف العادي للذكاء. اختبارات الذكاء مثل مقياس الذكاء وشسلر للكبار، مقياس ذكاء وشسلر للأطفال، ستانفورد بينيه، واختبارات القدرات الادراكية لـ ودكوك جونسون الثالث، أو تقييم بطارية كوفمان من أجل الطفل، على سبيل المثال بعض من أفضل ما شيد، ليست مجرد يضع درجات الشخص الذي يقوم بالاختبار داخل القاعدة، كما يفترض أن يتم على الآلاف من المشتبه بهم «اختبارات معدل الذكاء» وجدت على شبكة الإنترنت، ولكنها أيضا اختبار العوامل (مثل الذكاء السلس والمتبلور، والذاكرة العاملة، وما شابه ذلك) التي سبق أن وجدت لتمثل مقاييس نقية للذكاء باستخدام عامل التحليل. قد يكون هذا الزعم لا يمكن الاعتماد عليه لمئات من التجارب على الإنترنت التي تسوق نفسها على أنهم اختبارات معدل الذكاء، وهو تمييز قد يكون للأسف قد فقد عند قيام الجمهور بإجراءه.

## مرجع الخرائط
الخرائط المرجعية لمعدل الذكاء هي الجداول التي اقترحها علماء النفس لتقسيم مجموعات الذكاء في مختلف الفئات.

### ثبت المراجع
- Carroll, J.B. (1993). Human cognitive abilities: A survey of factor-analytical studies. New York: مطبعة جامعة كامبريدج. ISBN:0-521-38275-0.
- Lahn, B.T.; Ebenstein, L. (2009). "Let's celebrate human genetic diversity". نيتشر (مجلة). ج. 461: 726–728. DOI:10.1038/461726a.{{استشهاد بدورية محكمة}}:  صيانة الاستشهاد: أسماء متعددة: قائمة المؤلفين (link)
- Coward, W.M.; Sacket, P.R. (1990). "Linearity of ability-performance relationships: A reconfirmation". Journal of Applied Psychology. ج. 75: 297–300. DOI:10.1037/0021-9010.75.3.297. مؤرشف من الأصل في 2022-07-11.{{استشهاد بدورية محكمة}}:  صيانة الاستشهاد: أسماء متعددة: قائمة المؤلفين (link)
- Duncan, J.؛ وآخرون (2000). "A neural basis for general intelligence". ساينس. ج. 289 ع. 5478: 457–60. DOI:10.1126/science.289.5478.457. PMID:10903207. {{استشهاد بدورية محكمة}}: Explicit use of et al. in: |مؤلف= (مساعدة)
- Duncan, J.; Burgess, P.; Emslie, H. (1995). "Fluid intelligence after frontal lobe lesions". Neuropsychologia. ج. 33 ع. 3: 261–8. DOI:10.1016/0028-3932(94)00124-8. PMID:7791994. مؤرشف من الأصل في 2022-07-11.{{استشهاد بدورية محكمة}}:  صيانة الاستشهاد: أسماء متعددة: قائمة المؤلفين (link)
- Flynn, J.R. (1999). "Searching for Justice: The discovery of IQ gains over time" (PDF). عالم نفس أمريكي (جريدة). ج. 54: 5–20. DOI:10.1037/0003-066X.54.1.5. مؤرشف من الأصل (PDF) في 2022-10-25.
- Frey, M.C.; Detterman, D.K. (2003). "Scholastic assessment or g? The relationship between the scholastic assessment test and general cognitive ability". مجلة العلوم النفسية. ج. 15 ع. 6: 373–378. DOI:10.1111/j.0956-7976.2004.00687.x. PMID:15147489.{{استشهاد بدورية محكمة}}:  صيانة الاستشهاد: أسماء متعددة: قائمة المؤلفين (link)
- Gale, C.R.; Deary, I.J.; Schoon, I.; Batty, G.D. (2007). "IQ in childhood and vegetarianism in adulthood: 1970 British Cohort Study". المجلة الطبية البريطانية. ج. 334 ع. 7587: 245. DOI:10.1136/bmj.39030.675069.55. PMID:17175567.{{استشهاد بدورية محكمة}}:  صيانة الاستشهاد: أسماء متعددة: قائمة المؤلفين (link)
- Gottfredson, L.S. (1997). "Why g matters: The complexity of everyday life" (PDF). Intelligence. ج. 24 ع. 1: 79–132. DOI:10.1016/S0160-2896(97)90014-3. مؤرشف من الأصل (PDF) في 2023-02-16.
- Gottfredson, L.S. (1998). "The general intelligence factor" (PDF). Scientific American Presents. ج. 9 ع. 4: 24–29. مؤرشف من الأصل (PDF) في 2022-11-29.
- Gottfredson, L.S. (2005). "Suppressing intelligence research: Hurting those we intend to help.". في Wright, R.H. and Cummings, N.A (Eds.) (المحرر). Destructive trends in mental health: The well-intentioned path to harm (PDF). New York: تايلور وفرانسيس. ص. 155–186. ISBN:0-415-95086-4. مؤرشف من الأصل (PDF) في 2022-08-09.{{استشهاد بكتاب}}:  صيانة الاستشهاد: أسماء متعددة: قائمة المحررين (link)
- Gottfredson, L.S. (2006). "Social consequences of group differences in cognitive ability (Consequencias sociais das diferencas de grupo em habilidade cognitiva)". في Flores-Mendoza, C.E.  and Colom, R. (Eds.) (المحرر). Introdução à psicologia das diferenças individuais (PDF). Porto Alegre, Brazil: ArtMed Publishers. ص. 155–186. ISBN:8-536-30621-1. مؤرشف من الأصل (PDF) في 2022-10-20.{{استشهاد بكتاب}}:  صيانة الاستشهاد: أسماء متعددة: قائمة المحررين (link)
- Gould, S.J. (1996). W. W. Norton & Co. (المحرر). The Mismeasure of Man: Revised and Expanded Edition. New-York. ISBN:0140258248.{{استشهاد بكتاب}}:  صيانة الاستشهاد: مكان بدون ناشر (link)
- Gray, J.R.; Chabris, C.F.; Brave,r T.S. (2003). "Neural mechanisms of general fluid intelligence". Nat. Neurosci. ج. 6 ع. 3: 316–22. DOI:10.1038/nn1014. PMID:12592404.{{استشهاد بدورية محكمة}}:  صيانة الاستشهاد: أسماء متعددة: قائمة المؤلفين (link)
- Gray JR, Thompson PM (2004). "Neurobiology of intelligence: science and ethics". Nat. Rev. Neurosci. ج. 5 ع. 6: 471–82. DOI:10.1038/nrn1405. PMID:15152197.
- Haier, R.J.; Jung, R.E.; Yeo, R.A.; Head, K.; Alkire, M.T. (2005). "The neuroanatomy of general intelligence: Sex matters". NeuroImage. ج. 25 ع. 1: 320–327. DOI:10.1016/j.neuroimage.2004.11.019. PMID:15734366.{{استشهاد بدورية محكمة}}:  صيانة الاستشهاد: أسماء متعددة: قائمة المؤلفين (link)
- Harris, J.R. (1998). The nurture assumption : why children turn out the way they do. New York (NY): Free Press  [لغات أخرى]‏. ISBN:0-684-84409-5. مؤرشف من الأصل في 2022-04-07.{{استشهاد بكتاب}}:  صيانة الاستشهاد: علامات ترقيم زائدة (link)
- Hunt, E (2001). "Multiple views of multiple intelligence. [Review of Intelligence Reframed: Multiple Intelligences for the 21st Century.]". Contemporary Psychology. ج. 46: 5–7.
- Jensen, A.R. (1979). Bias in mental testing. New York (NY): Free Press  [لغات أخرى]‏. ISBN:0-029-16430-3.{{استشهاد بكتاب}}:  صيانة الاستشهاد: علامات ترقيم زائدة (link)
- Jensen, A.R. (1979). The g Factor: The Science of Mental Ability. Wesport (CT): بريغير  [لغات أخرى]‏. ISBN:0-275-96103-6. مؤرشف من الأصل في 2022-07-12.{{استشهاد بكتاب}}:  صيانة الاستشهاد: علامات ترقيم زائدة (link)
- Jensen, A.R. (2006). Clocking the Mind: Mental Chronometry and Individual Differences. إلزيفير. ISBN:0-080-44939-5.
- Klingberg, T.; Forssberg, H.; Westerberg, H. (2002). "Training of working memory in children with ADHD". J Clin Exp Neuropsychol. ج. 24 ع. 6: 781–91. DOI:10.1076/jcen.24.6.781.8395. PMID:12424652.{{استشهاد بدورية محكمة}}:  صيانة الاستشهاد: أسماء متعددة: قائمة المؤلفين (link)
- McClearn, G.E.؛ وآخرون (1997). "Substantial genetic influence on cognitive abilities in twins 80 or more years old". ساينس. ج. 276 ع. 5318: 1560–1563. DOI:10.1126/science.276.5318.1560. PMID:9171059. {{استشهاد بدورية محكمة}}: Explicit use of et al. in: |مؤلف= (مساعدة)
- Mingroni, M.A. (2004). "The secular rise in IQ: Giving heterosis a closer look". Intelligence. ج. 32: 65–83. DOI:10.1016/S0160-2896(03)00058-8. مؤرشف من الأصل في 2022-07-11.
- Murray, C. (1998). Income Inequality and IQ (PDF). Washington (DC): المعهد الأمريكي لأبحاث السياسة العامة. ISBN:0-8447-7094-9. مؤرشف من الأصل (PDF) في 2016-05-13. اطلع عليه بتاريخ 2010-01-24.
- Noguera, P.A (2001). "Racial politics and the elusive quest for excellence and equity in education". Motion Magazine. Article # ER010930002. مؤرشف من الأصل في 2022-10-20.
- Plomin, R.; DeFries, J.C.; Craig, I.W.; McGuffin, P (2003). Behavioral genetics in the postgenomic era. Washington (DC): جمعية علم النفس الأمريكية. ISBN:1-557-98926-5.{{استشهاد بكتاب}}:  صيانة الاستشهاد: أسماء متعددة: قائمة المؤلفين (link)
- Plomin, R.; DeFries, J.C.; McClearn, G.E.; McGuffin, P (2000). Behavioral genetics (ط. 4th). New York (NY): مكملين ناشرون. ISBN:0-716-75159-3.{{استشهاد بكتاب}}:  صيانة الاستشهاد: أسماء متعددة: قائمة المؤلفين (link)
- Rowe, D.C.; Vesterdal, W.J.; Rodgers, J.L. (1997)، The Bell Curve Revisited: How Genes and Shared Environment Mediate IQ-SES Associations{{استشهاد}}:  صيانة الاستشهاد: أسماء متعددة: قائمة المؤلفين (link)
- Schoenemann, P.T.; Sheehan, M.J.; Glotzer, L.D. (2005). "Prefrontal white matter volume is disproportionately larger in humans than in other primates". Nat. Neurosci. ج. 8 ع. 2: 242–252. DOI:10.1038/nn1394. PMID:15665874.{{استشهاد بدورية محكمة}}:  صيانة الاستشهاد: أسماء متعددة: قائمة المؤلفين (link)
- Shaw, P.؛ وآخرون (2006). "Intellectual ability and cortical development in children and adolescents". نيتشر. ج. 440 ع. 7084: 676–679. DOI:10.1038/nature04513. PMID:16572172. {{استشهاد بدورية محكمة}}: Explicit use of et al. in: |مؤلف= (مساعدة)
- Tambs, K.; Sundet, J.M.; Magnus, P.; Berg, K. (1989). "Genetic and environmental contributions to the covariance between occupational status, educational attainment, and IQ: a study of twins". Behav. Genet. ج. 19 ع. 2: 209–22. DOI:10.1007/BF01065905. PMID:2719624.{{استشهاد بدورية محكمة}}:  صيانة الاستشهاد: أسماء متعددة: قائمة المؤلفين (link)
- Thompson, P.M.؛ وآخرون (2001). "Genetic influences on brain structure". Nat. Neurosci. ج. 4 ع. 12: 1253–1258. DOI:10.1038/nn758. PMID:11694885. {{استشهاد بدورية محكمة}}: Explicit use of et al. in: |مؤلف= (مساعدة)
- Wechsler, D. (1997). Wechsler Adult Intelligence Scale (ط. 3rd). San Antonia (TX): The Psychological Corporation.
- Wechsler, D. (2003). Wechsler Intelligence Scale for Children (ط. 4th). San Antonia (TX): The Psychological Corporation.
- Weiss, V. (2009). "National IQ means transformed from Programme for International Student Assessment (PISA) Scores". المجلة الدورية للدراسات الاجتماعية والسياسية والاقتصادية. ج. 31 ع. 1: 71–94. مؤرشف من الأصل في 2022-10-21.

## وصلات خارجية
- تعميم العلوم في الاستخبارات
- قوات الدفاع الشعبي طبع -- تعميم العلم على الذكاء : مقال افتتاحي مع 52 الموقعة، والتاريخ، وقائمة المراجع.
- علمية أمريكية : بالمخابرات يعد
- مقالات باللغة الإنجليزية في «الاستخبارات واختبارات معدل الذكاء»